# Пюи-Сент-Андре
Пюи́-Сент-Андре́ (фр. Puy-Saint-André, окс. Puei Sant Andreu) — коммуна во Франции, находится в регионе Прованс — Альпы — Лазурный Берег. Департамент коммуны — Верхние Альпы. Входит в состав кантона Южный Бриансон. Округ коммуны — Бриансон.
Код INSEE коммуны — 05107.

## Население
Население коммуны на 2008 год составляло 471 человек.
| 1962 | 1968 | 1975 | 1982 | 1990 | 1999 | 2008 |
| ---- | ---- | ---- | ---- | ---- | ---- | ---- |
| 55   | 89   | 64   | 197  | 287  | 462  | 471  |

## Экономика

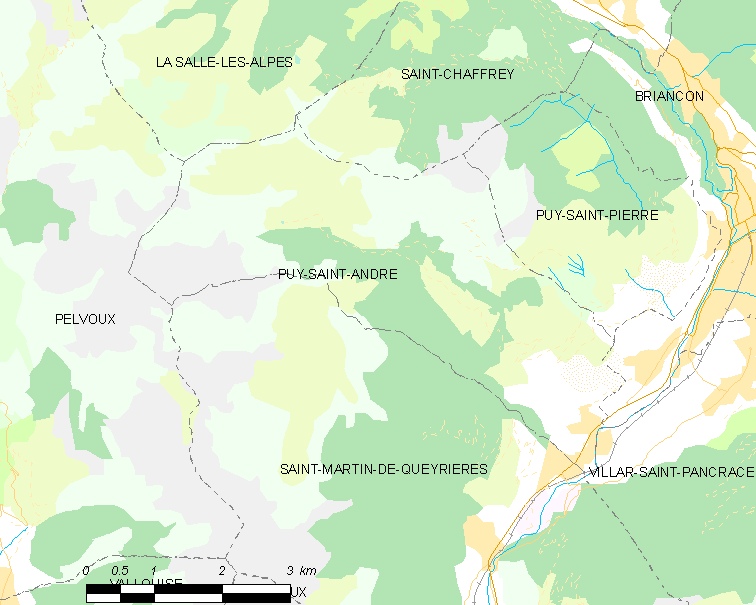
Карта коммуны

В 2007 году среди 319 человек в трудоспособном возрасте (15—64 лет) 251 были экономически активными, 68 — неактивными (показатель активности — 78,7 %, в 1999 году было 72,9 %). Из 251 активных работали 240 человек (132 мужчины и 108 женщин), безработных было 11 (5 мужчин и 6 женщин). Среди 68 неактивных 18 человек были учениками или студентами, 29 — пенсионерами, 21 были неактивными по другим причинам.